# Ewbank da Câmara
 (avril 2020).
Ewbank da Câmara est une municipalité brésilienne de l'État du Minas Gerais. Appartenant à la mésorégion de la Zona da Mata et microrégion de Juiz de Fora, la municipalité est située à 241 km au sud-est de la capitale, Belo Horizonte. Selon l'Institut brésilien de géographie et de statistiques, 3 914 habitants y vivent en 2014. Occupant une superficie de 103 834 km², elle est composée principalement d'une zone rurale, la zone urbaine n'occupant qu'une petite partie. La végétation est de type forêt tropicale atlantique.  
La ville d'Ewbank da Câmara est fondée à la suite de la création de la station de chemin de fer Dom Pedro II, devenue plus tard le Chemin de fer central du Brésil. La station de chemin de fer a ouvert le 12 octobre 1890 dans le village de Tabuões. Autour de la gare, la petite ville s'est développée. Elle obtient le statut de district le 7 septembre 1923, et devient une municipalité le 30 décembre 1962, une fois émancipée de Santos Dumont. Le nom de la municipalité est un hommage à l'ingénieur José Felipe Neri Ewbank da Câmara, alors directeur du chemin de fer. La première administration municipale a pris ses fonctions le 1er septembre 1963 avec à sa tête M. Jair Antonio da Silva. En 2010, son indice de développement humain municipal (MHDI) était 0,676, ce qui est considéré comme un indice moyen à l’échelle de l'État. La ville est reliée aux axes commerciaux, industriels et des services des villes voisines par la BR 040. 
La municipalité a évolué d'une culture rurale, toujours présente de nos jours, à une culture urbaine. En 2009, son PIB a atteint $19,5 millions avec un PIB par habitant de $5,307.42. Malgré ses activités commerciales, industrielles et ses services locaux, la municipalité sert principalement de ville dortoir pour les travailleurs. La ville voit cependant son nombre de touristes augmenter, essentiellement dû à l'exploration des sentiers historiques de la Route Royale et à l’attrait du lac, formé à partir du barrage Chapéu D'Uvas par les visiteurs. La principale équipe de football est la ''Esporte Clube Ewbankense'', fondée en 1947 et l'un de ses principaux événements est la fête de saint Antoine, le patron de la ville.